# Miwok

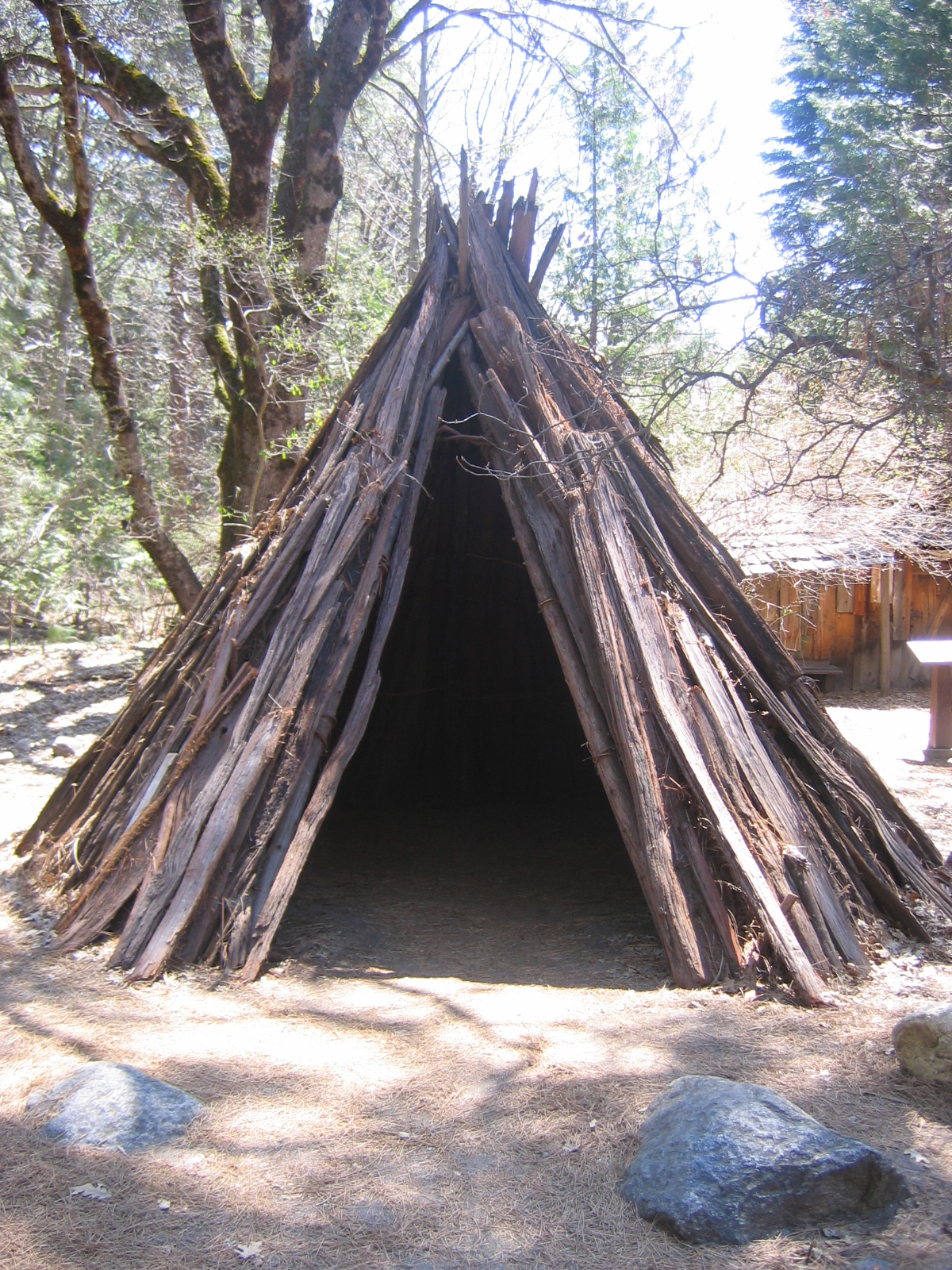
Miwok House, Yosemite National Park, California, USA

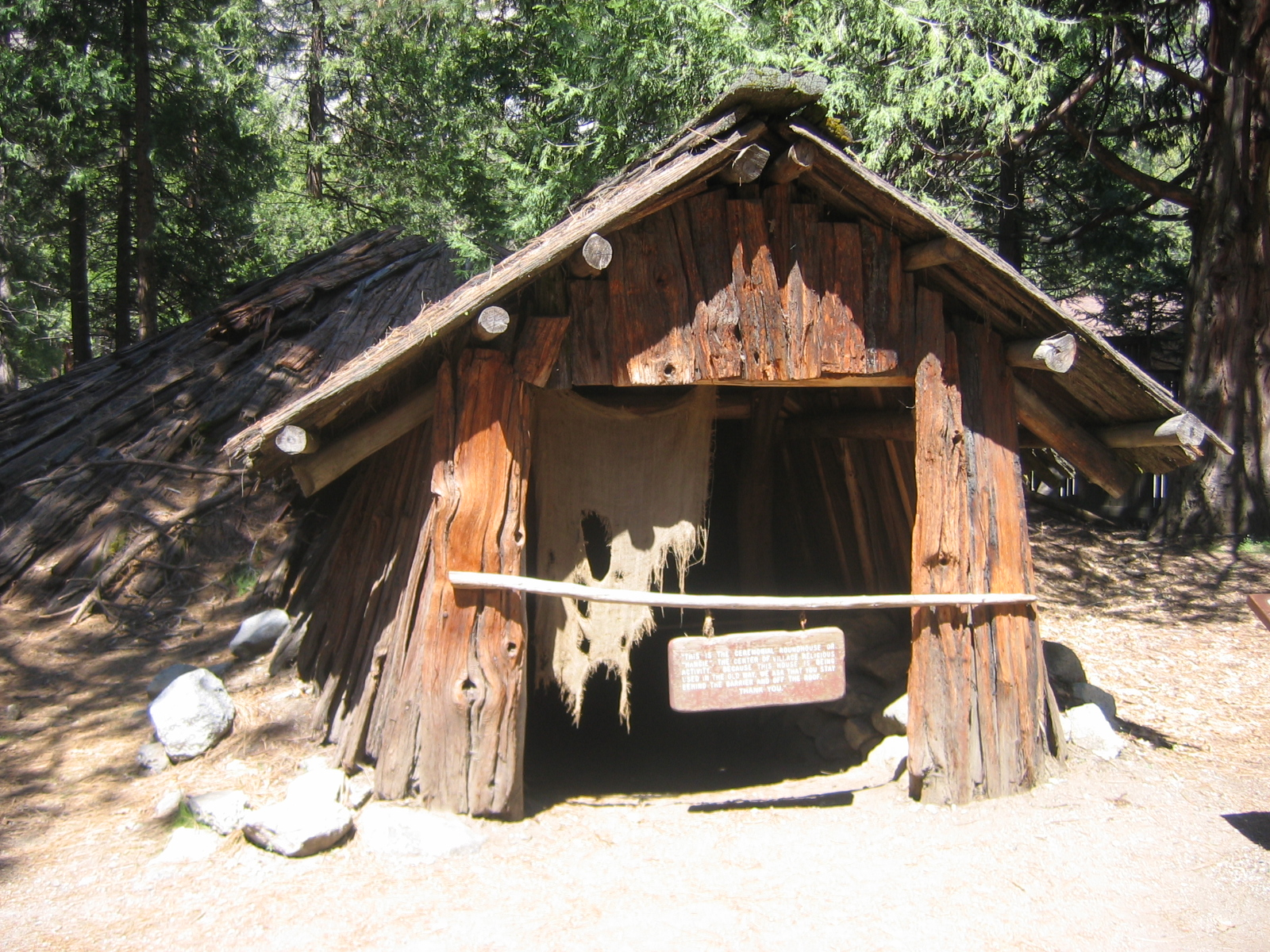
Miwok Round House, Yosemite National Park, California, USA

Die Miwok (bzw. Mewuk) sind ein Indianer-Volk, das ursprünglich ein großes Gebiet in der Umgebung des heutigen San Francisco in Zentral-Kalifornien und des Yosemite Valley in der westlichen Sierra Nevada bewohnte.

## Geschichte vor 1848
Bevor sich die USA im Jahr 1848 Kalifornien aneigneten, erfuhren die Miwok die frühe spanische und mexikanische Kolonisierung rund um die römisch-katholischen Missionen. Sie kämpften gegen diese Invasion. Nach 1850 brachten der kalifornische Goldrausch und die landwirtschaftliche Erschließung eine große Anzahl von Siedlern in die Miwok-Gebiete. Es wurden Verträge unterzeichnet, die den Siedlern große Teile des Landes zusprachen. Viele Siedler versklavten Hunderte von Miwok, verjagten oder töteten sie. Miwok fanden Arbeit als Fischer, Farm- oder Minenarbeiter oder Baumfäller.
1990 wurden im U.S. Census ca. 3500 Personen mit Miwok-Vorfahren gezählt. Moderne, vom Staat anerkannte Miwok in Kalifornien leben auf Rancherias (Reservaten mit einer Fläche von unter 400 Acres). Allerdings gibt es keine nationale Organisation, die die Miwok insgesamt vertritt. Man findet traditionelle Lieder, Tänze, Web- und Perlenarbeiten sowie traditionelle Bekleidung für zeremonielle Zwecke.

## Sprache und Siedlungsgebiete
Die Miwok sind Penuti sprechende kalifornische Indianer, die ursprünglich aus sieben durch Dialekt und Wohngebiet getrennten Gruppen bestanden.
| Gruppe                  | Siedlungsgebiet                                                  |
| ----------------------- | ---------------------------------------------------------------- |
| Coast Miwok             | nördlich des heutigen San Francisco                              |
| Lake Miwok              | im Clear Lake Basin                                              |
| Bay Miwok (oder Saclan) | im Delta des San Joaquin und Sacramento Rivers                   |
| Plains Miwok            | weiter flussaufwärts am unteren Sacramento und San Joaquin River |
| Nördliche Sierra Miwok  | in den westlichen Vorbergen der nördlichen Sierra Nevada         |
| Zentrale Sierra Miwok   | in den westlichen Vorbergen der zentralen Sierra Nevada          |
| Südliche Sierra Miwok   | in den westlichen Vorbergen der südlichen Sierra Nevada          |

Die Sierra-Gruppen bildeten bei weitem die Mehrzahl der Miwokbevölkerung und bewohnten mehr als 100 Dörfer zur Zeit des ersten Kontaktes mit den Europäern.
Die Stämme an der Küste – die Coast, Lake und Bay Miwok – sammelten Eicheln, fischten und jagten Hirsche und anderes Wild mit Pfeil und Bogen. Sie wohnten in halb unterirdischen erdbedeckten Hütten aus Pfosten und stellten wasserdichte mit Ornamenten und Perlen verzierte Körbe her.
Die Stämme des Binnenlandes – die Plains und Sierra Miwok – blieben in den Vorbergen oder Tiefland und gingen nur im Sommer hinauf in die hohen Berge (Sierras) um zu jagen. Ihre Hauptbehausung war eine halb unterirdische erdbedeckte Hütte, im Sommer in den Bergen aber bewohnten sie an den Felsen gebaute Unterkünfte aus Baumrinde. Ihre Hauptnahrung waren Eicheln, die in korbähnlichen Speichern gelagert wurden. Sie stellten verschiedene Korbarten her, kannten aber keine Töpferei.
Die Stammesgesellschaft war in Lineages und zwei gegensätzlichen Hälften oder sogenannten Moieties organisiert, die bestimmte Dinge wie Abstammung und Heirat regelten; und es bestanden offenbar Rangunterschiede. Es gab Häuptlinge sowie Unterhäuptlinge und Frauen konnten derartige Positionen in der männlichen Linie erlangen. Die Miwok im Binnenland hingen dem Kuksu-Kult an, der sich in verschiedenen Ritualen, mit Tierfellen kostümierten Tänzen und der Verkörperung von Geistern ausdrückte. Im späten 20. Jahrhundert gab es noch etwas über 100 Küsten-Miwok und mehr als 100 Miwok des Binnenlandes.

## Rolle bei der Auseinandersetzung um die angebliche Drake-Plakette
Bei der Landung von Francis Drake in Kalifornien 1579 hatte dieser zeitgenössischen Berichten zufolge das Land von den lokalen Bewohnern, den Vorfahren der Miwok, der englischen Königin übereignet und dies mit der Anbringung einer Messingplakette an einem Pfosten dokumentiert. 
Eine 1933 im Umfeld der historischen Vereinigung E Clampus Vitus (ECV) als Schabernack geplante Fälschung dieser Plakette wurde erst Jahrzehnte später bekannt. Renommierte Institutionen hatten die Fälschung sehr schnell als authentisch anerkannt, den Scherz aufzuklären hätte erhebliche Imageschäden mit sich gebracht.
1937 präsentierte William Fuller, Häuptling der Miwok und Mitglied von ECV eine Nachfolgerin der Drake-Plakette. Fuller nahm die angebliche Schenkung an die englische Königin offiziell zurück und übereignete Kalifornien wiederum an die USA, was auch vom US-Präsidenten Franklin D. Roosevelt erfreut aufgenommen wurde.